# Piotr Jaźwiecki
Piotr Jaźwiecki (ur. 18 października 1898 w Kaliszu, zm. 4 grudnia 1975 w Łodzi) – samorządowiec, szef wywiadu Inspektoratu Armii Krajowej Toruń, tymczasowy prezydent Torunia na początku 1945 roku.

## Życiorys
Urodził się 18 października 1898 roku w Kaliszu jako najmłodszy z czwórki synów Karola i Franciszki Jaźwieckich (z domu Janiak). Jako uczeń był członkiem Polskiej Organizacji Skautowej. W 1920 roku zdał maturę w Gimnazjum Państwowe im. Tadeusza Kościuszki w Kaliszu. Następnie rozpoczął studia na Wydziale Prawa Uniwersytetu Poznańskiego. Ze względu na trudną sytuację finansową zrezygnował ze studiów na trzecim roku.
Pracował jako kierownik Kasy Chorych w Ciechanowie, a także w Polskim Monopolu Tytoniowym w Grudziądzu. W 1933 roku osiadł w Toruniu, gdzie pracował jako dziennikarz w Polskiej Agencji Telegraficznej. Tuż przed wybuchem II wojny światowej został pracownikiem Urzędu Wojewódzkiego w Toruniu. 
Podczas wojny pracował jako robotnik budowlany w Zarządzie Miejskim w Toruniu. Współpracował z Franciszkiem Rochowiakiem, zastępcą Antoniego Antczaka Okręgowego Delegata Rządu RP na Pomorzu. Kierował wywiadem Inspektoratu i Garnizonu Armii Krajowej w Toruniu. Na terenie Torunia przygotowywał struktury kontrwywiadu liczące kilkanaście osób. Kierowana przez niego grupa rozpracowywała aktywność kmdt. Polskiej Armii Powstania Edwarda Słowikowskiego ps. „Biały Grot”, podejrzewanego o kolaborację z gestapo. Grupa Jaźwieckiego udowodniła, że Słowikowski współpracował z okupantem. Efektem tego było wykonanie wyroku śmierci na nim przez Wojskowy Sąd Specjalny KO AK dnia 11 stycznia 1945 roku.
2 lutego 1945 roku został wybrany tymczasowym prezydentem Torunia. Oficjalną nominację otrzymał pięć dni później. Pełnił tę funkcję do 18 marca 1945 roku. Następnie podjął pracę w Państwowym Urzędzie Repatriacyjnym.
27 października 1945 roku został aresztowany przez Urząd Bezpieczeństwa. Oskarżono go o przynależność do Armii Krajowej. Wobec braku dowodów został zwolniony z aresztu 22 czerwca 1946 roku. Po zwolnieniu z więzienia pracował w różnych instytucjach, m.in. w „Cepelii” i „Ruchu”. Nadal był prześladowany politycznie. Został skierowany na rentę chorobową. W 1958 roku przeprowadził się z rodziną do Łodzi. Zmarł 4 grudnia 1975 roku.
W 1926 roku ożenił się ze Stanisławą Zielińską. Mieli córkę Ryszardę.